# Послеобраз
Послеобраз, или последовательный образ  — феномен зрительного восприятия, состоящий в том, что после продолжительной зрительной фиксации на каком-либо объекте (например, на источнике яркого света), либо после яркой вспышки человек (или другие животные) продолжает видеть след изображения, даже если объект уже исчез из поля зрения.
Послеобраз является одним из видов зрительных постэффектов — остаточных эффектов, возникающих в результате адаптации глаза к какому-либо зрительному стимулу.
Одним из первых явление послеобраза подробно описал в 1786 году Роберт Дарвин, отец Чарльза Дарвина. Он же отметил, что послеобразы могут быть двух видов: негативные и позитивные. Негативные послеобразы наблюдаются на тёмном фоне, а позитивные — на светлом. Также наблюдаются осцилляции послеобразов — периодически сменяющие друг друга негативные и позитивные послеобразы.
При движениях глаз послеобразы исчезают, но после фиксации снова возникают, причём очевидно, что они зафиксированы в определённом месте сетчатки, так как их пространственное положение меняется со сменой направления взгляда.
Механизм возникновения послеобраза связан с изменением светочувствительности как в сетчатке глаза, так и в других отделах зрительной системы.
Нарушение механизма послеобразов называется палинопсией.